# Lothar Anselm von Gebsattel
Lothar Karl Anselm Joseph Freiherr von Gebsattel, ovvero Lotario Carlo Anselmo Giuseppe, barone di Gebsattel (Würzburg, 20 gennaio 1761 – Mühldorf am Inn, 1º ottobre 1846), fu un barone tedesco che divenne arcivescovo di Monaco e Frisinga.
Lotario Carlo Anselmo Giuseppe proveniva da una delle più antiche famiglie della nobiltà bavarese. Era il quinto di otto figli del Maresciallo di Corte e comandante della cavalleria Francesco Filippo Bonifacio, barone di Gebsattel, e della sua prima consorte Anna Francesca, baronessa di Hettersdorf; aveva sette fratelli e sei fratellastri.

## Biografia
All'età di 12 anni ottenne, grazie alle dimissioni del barone di Mauchenheim, una prebenda nel duomo di Würzburg. Il 19 dicembre del 1773 ricevette la cresima e la tonsura. Studiò teologia e filosofia presso l'Università di Würzburg. Nel 1796 fu scelto come decano del duom, il 22 novembre dello stesso anno ricevette il diaconato e due settimane dopo fu ordinato sacerdote.
Dopo la secolarizzazione, che in Baviera colpì anche il Vescovato di Würzburg, si ritirò a vita privata. Nel 1806 il granduca Ferdinando III di Toscana, al quale con la pace di Presburgo del 26 dicembre 1805 era stato promesso l'ex Vescovato di Würzburg, lo chiamò al suo servizio, assegnandogli il difficile compito di gestire l'annessione di tale territorio alla Baviera.
Come consigliere di stato egli rappresentò a Monaco gli interessi granducali. Dopo essere rientrato finalmente nel 1814 a Würzburg, tornò alla sua vita privata e con il fratello riprese ad amministrare i beni di famiglia.
Il 16 febbraio 1818 ricevette da Gebsattel dal re Massimiliano I Giuseppe di Baviera la nomina a primo arcivescovo dell'arcidiocesi di nuova istituzione di Monaco e Frisinga. Papa Pio VII era d'accordo su questa scelta, condizionata però alla composizione di alcune divergenze fra la Chiesa e la Baviera che furono composte solo dopo tre anni, quando finalmente il 13 settembre 1821 la nomina fu confermata. Il 1º novembre di quell'anno il nunzio apostolico di Monaco, Francesco Serra di Cassano, consacrò Lotario Carlo nella chiesa di San Michele a Monaco. Il giorno successivo egli prese possesso della sua nuova cattedrale, la Frauenkirche, fino ad allora semplice chiesa parrocchiale in Monaco.
L'arcivescovo fu massicciamente coinvolto nella querelle già in corso sulla formazione dei bambini di diverse confessioni religiose. A questo proposito la sua posizione era chiara ed univoca e fece ben poche concessioni. La sua opinione era che tutti i figli nati da matrimoni misti dovessero essere battezzati come cattolici e che dovessero essere educati nella religione cattolica.
Durante il suo periodo episcopale si schierò per l'attenuazione ed in alcuni casi anche per la remissione dei debiti, che erano stati contratti per la secolarizzazione dei beni ecclesiastici. Così molti Ordini poterono rientrare nei loro ex conventi, in particolare sotto il regno di Ludovico I, che era legato ad un ideale romantico della religione.
Lotario Carlo Anselmo morì durante un viaggio per le cresime nella sua arcidiocesi: aveva 85 anni. La sua salma fu trasportata il giorno dopo a Monaco di Baviera e deposta il 5 ottobre 1846 nella ex cripta del capitolo della cattedrale. Nella chiesa è anche ricordato da un epitaffio di Ludwig Schwanthaler.
Tutte le sue donazioni, corrispondenti ai suoi generosi lasciti, furono compiute, superando non poche difficoltà nel riconoscimento del suo testamento.

## Genealogia episcopale e successione apostolica
La genealogia episcopale è:
- Cardinale Scipione Rebiba
- Cardinale Giulio Antonio Santori
- Cardinale Girolamo Bernerio, O.P.
- Arcivescovo Galeazzo Sanvitale
- Cardinale Ludovico Ludovisi
- Cardinale Luigi Caetani
- Cardinale Ulderico Carpegna
- Cardinale Paluzzo Paluzzi Altieri degli Albertoni
- Papa Benedetto XIII
- Papa Benedetto XIV
- Papa Clemente XIII
- Cardinale Giovanni Carlo Boschi
- Cardinale Bartolomeo Pacca
- Cardinale Francesco Serra-Cassano
- Arcivescovo Lothar Anselm von Gebsattel

La successione apostolica è:
- Vescovo Johann Michael von Sailer (1822)
- Vescovo Ignatz Albert von Riegg, O.E.S.A. (1824)
- Vescovo Adalbert von Pechmann (1824)
- Vescovo Karl Joseph von Riccabona (1827)
- Vescovo Johann Martin Manl (1827)
- Vescovo Georg Michael Wittmann (1829)
- Vescovo Franz Xaver von Schwäbl (1833)
- Arcivescovo Bonifaz Kaspar von Urban (1835)
- Vescovo Heinrich von Hofstätter (1840)
- Vescovo Valentin von Riedel (1842)
- Vescovo Nicolaus von Weis (1842)